# Théobald II de Spolète
Théobald II de Spolète (né vers 923/925 – juillet 957/961 ou 964) fut duc de Spolète et Margrave de Camerino à partir de 953.

## Famille
Théobald II est le fils de  Boniface Ier de Spolète et de Waldrada.

## Règne
En 959, Bérenger II roi d'Italie et Guy d'Ivrée mènent une expédition contre Théobald. Ils le défont et s'emparent de Spolète et de Camerino. Le duc  Théobald est déposé par l'Empereur Otton Ier du Saint-Empire vers 964 à cause de son soutien au pape déposé Jean XII.[réf. nécessaire]
Les Chroniques de l'abbaye de Farfa suggèrent qu'il a comme successeur le comte  Thrasamund de Camerino, mais aucun document n'atteste cette succession. Au contraire il semble que Théobald reçoive directement comme successeur un fidèle de l'empereur Othon Ier en la personne du prince de Capoue Pandolf Tête de Fer.

## Source de la traduction
- (en) Cet article est partiellement ou en totalité issu de l’article de Wikipédia en anglais intitulé « Theobald II of Spoleto » (voir la liste des auteurs).